# Station Kampen Zuid

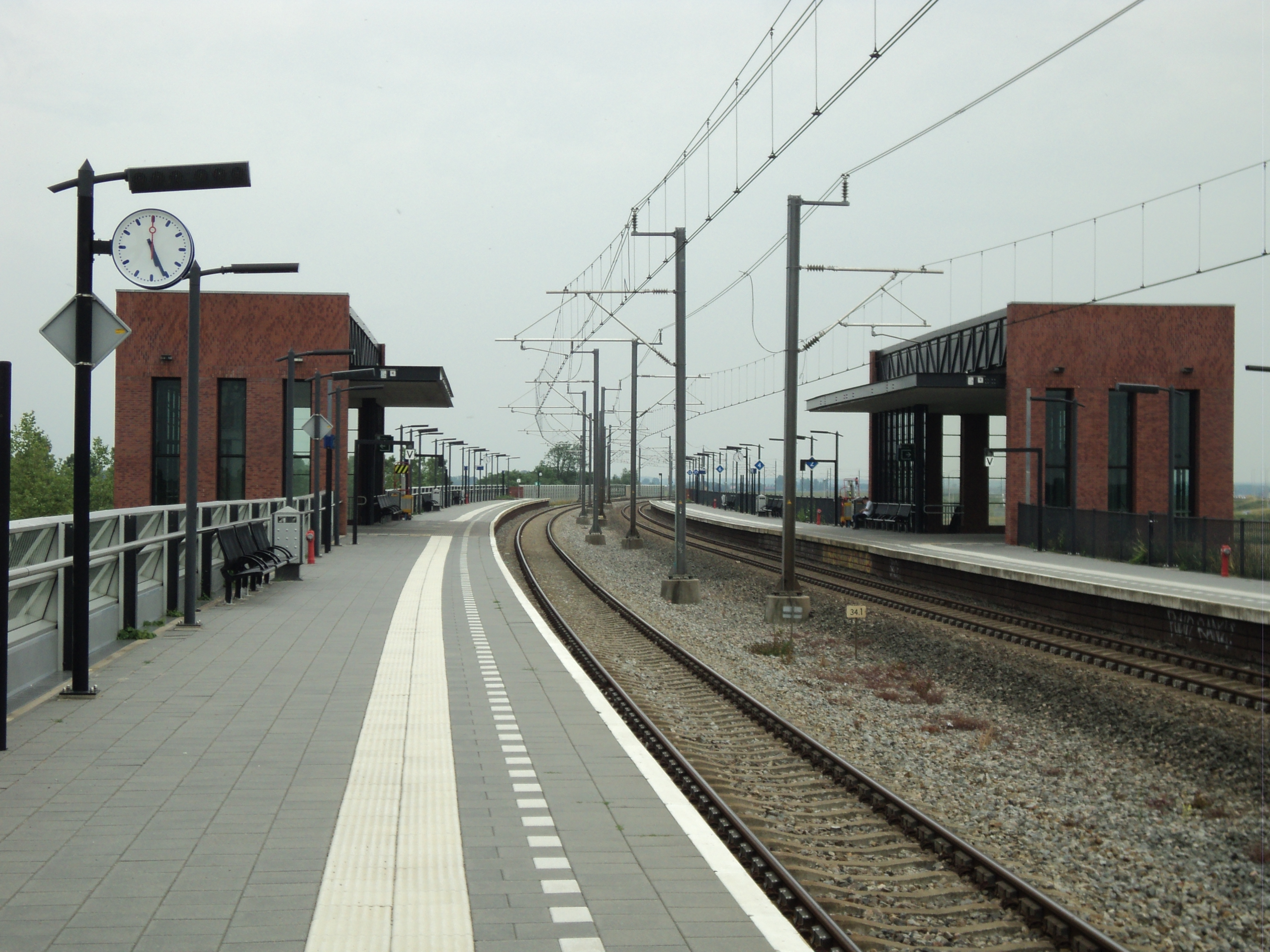
De perrons op Kampen Zuid.

Station Kampen Zuid is een spoorwegstation in de Nederlandse stad Kampen aan de Hanzelijn tussen station Dronten en station Zwolle. Het is op 6 december 2012 officieel geopend door toenmalig koningin Beatrix en op 9 december 2012 in gebruik genomen.

## Beschrijving
Kampen Zuid is een eenvoudige spoorweghalte met twee zijperrons aan een dubbelsporige lijn. Het stationsgebouw is ontworpen door architect Tjerk van de Lune van StudioSK. Sinds de treindienstregeling 2013 in Nederland stoppen er per uur per richting twee sprinters.
Volgens de prognose zouden in het begin dagelijks zo'n 2000 en op termijn 3150 reizigers van het station gebruikmaken, maar in juni 2013 moest NS constateren dat deze cijfers bij lange na niet werden gehaald. Als redenen werden aangevoerd de blijvende populariteit van het Kamperlijntje van Zwolle naar Kampen en het feit dat de bouw van de nieuwe woonwijk bij het station stil was komen te liggen. Sinds mei 2014 is de eerste fase van het Stationskwartier alsnog in aanbouw.

## Bediening
| Serie | Treinsoort    | Route                                                         | Bijzonderheden |
| ----- | ------------- | ------------------------------------------------------------- | --- |
| 9000  | Sprinter (NS) | Leeuwarden – Meppel – Zwolle – Kampen Zuid – Lelystad Centrum | Rijdt na 20:00 uur en in het weekend 1x/uur tussen Leeuwarden en Zwolle. Rijdt na 21:00 uur 1x/uur op het hele traject. |

## Naam
Voordat het station werd geopend, is er enige discussie geweest over de naamgeving. Het station aan de Hanzelijn zou Kampen genoemd worden en het bestaande station Kampen aan het Kamperlijntje zou dan de naam Kampen-IJsselmuiden krijgen. Na twee mislukte aanbestedingen zijn de plannen voor het Kamperlijntje, dat een lightraillijn had moeten worden, veranderd en bestond er geen noodzaak meer voor naamswijzigingen van beide Kamper stations.

## Busverbindingen

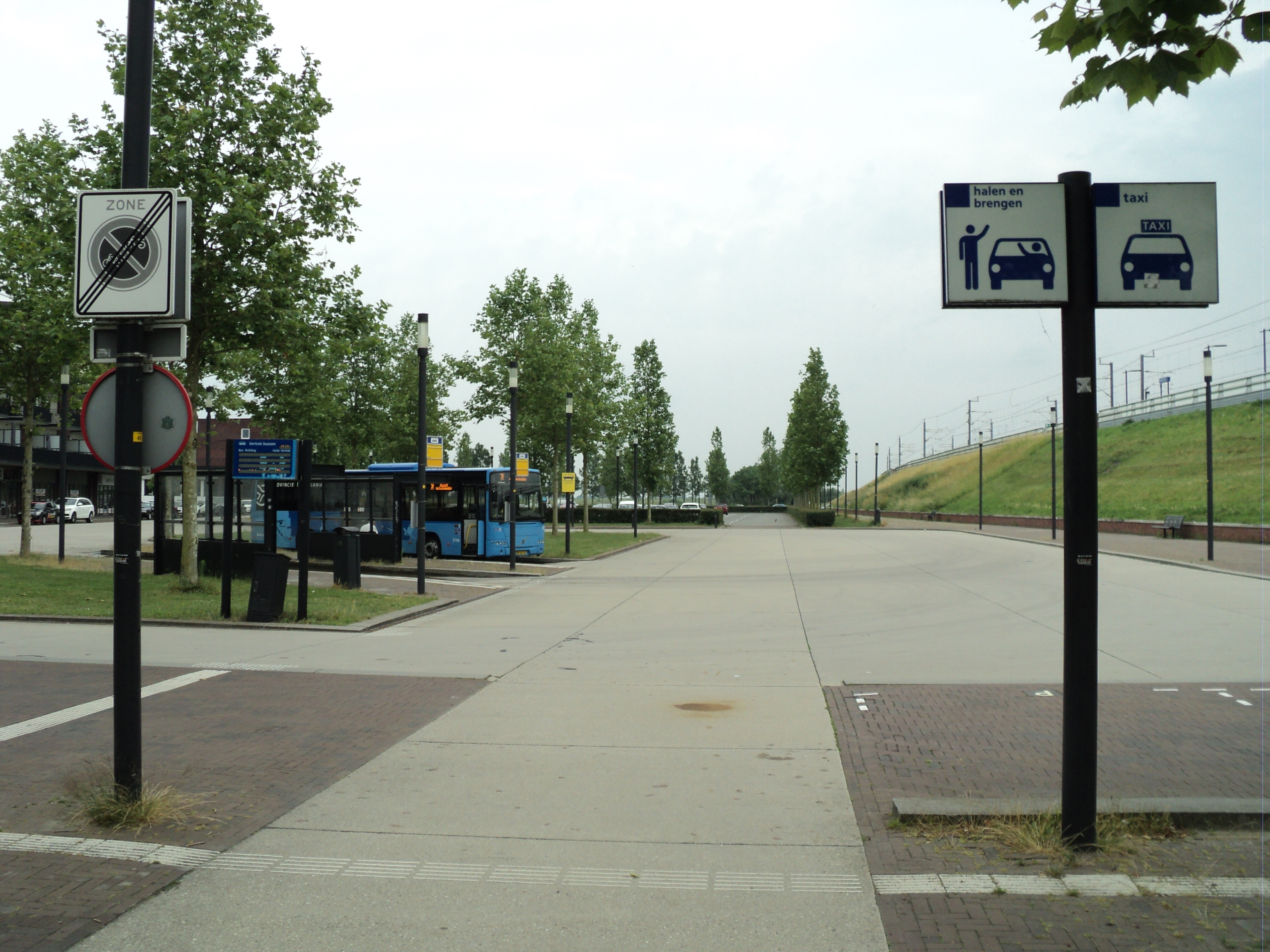
Het busstation naast station Kampen Zuid, met overigens ook een Kiss & Ride ophaalpunt

De bushalte Kampen, Station Zuid wordt bediend door de volgende buslijnen van EBS:
| Lijn           | Route                                                                                 | Bijzonderheden                         |
| -------------- | ------------------------------------------------------------------------------------- | -------------------------------------- |
| Streekbus 74   | Hasselt - Genemuiden - Grafhorst - IJsselmuiden - Kampen, Station Zuid                | Rijdt niet op zondag                   |
| snelRRReis 215 | Kampen, Station Zuid - Nagele - Urk                                                   | Rijdt niet 's avonds en in het weekend |
| Buurtbus 510   | Kampen, Station Zuid → Het Onderdijks → Bovenbroek → Flevowijk → Kampen, Station Zuid | Rijdt niet 's avonds en op zondag      |

Naast bovenstaande buslijnen stoppen er op dit station ook een aantal schoolbussen voor scholieren van en naar het reformatorisch scholengemeenschap Pieter Zandt.
Tot de ingebruikname van de Hanzelijn was de omgeving van het station verbonden met Lelystad en Zwolle door de Hanzeliner, een hoogwaardige busverbinding, geëxploiteerd door Connexxion.

## Afbeeldingen

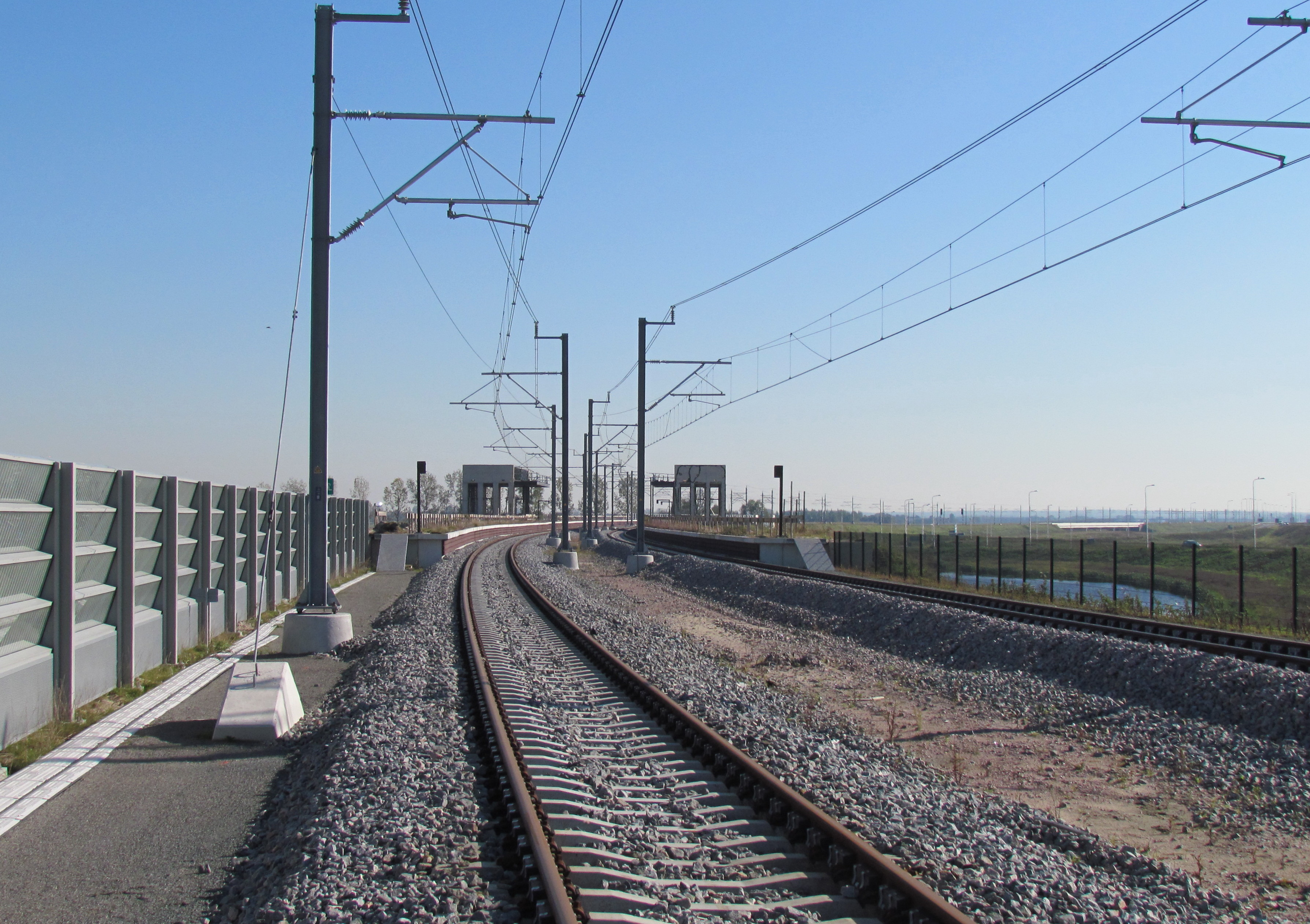
Het station in aanbouw
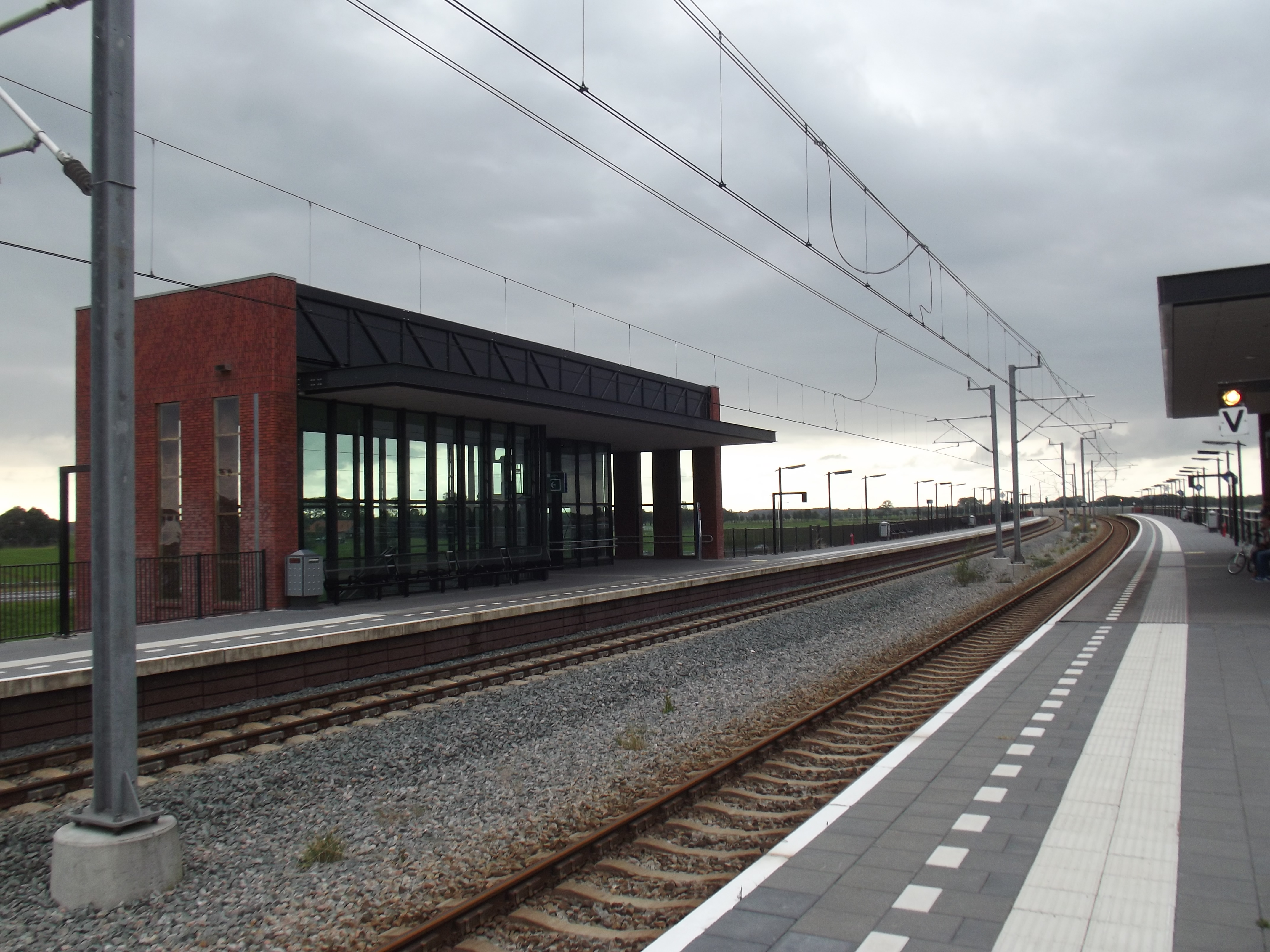
Perrons
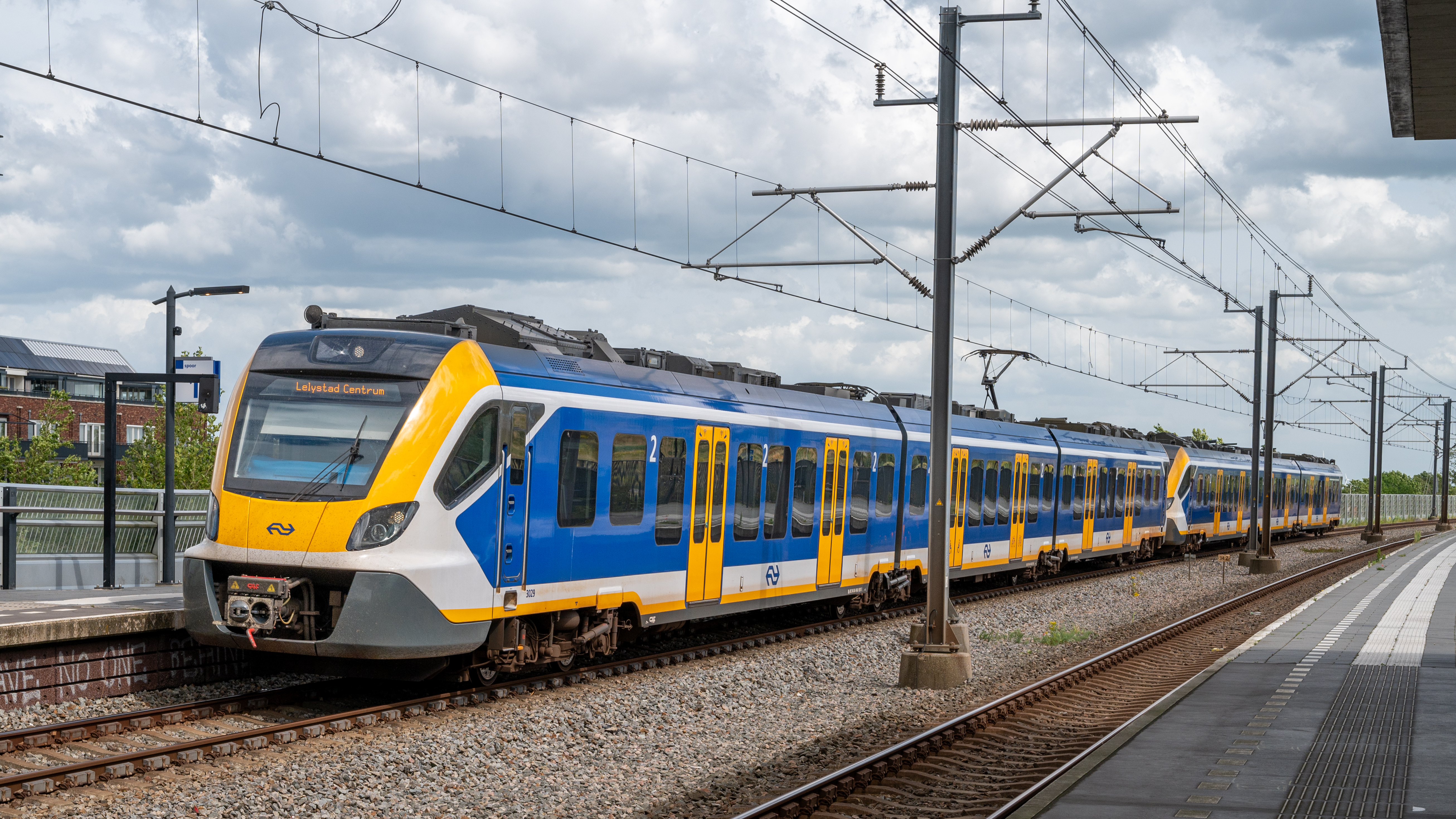
SNG op het station
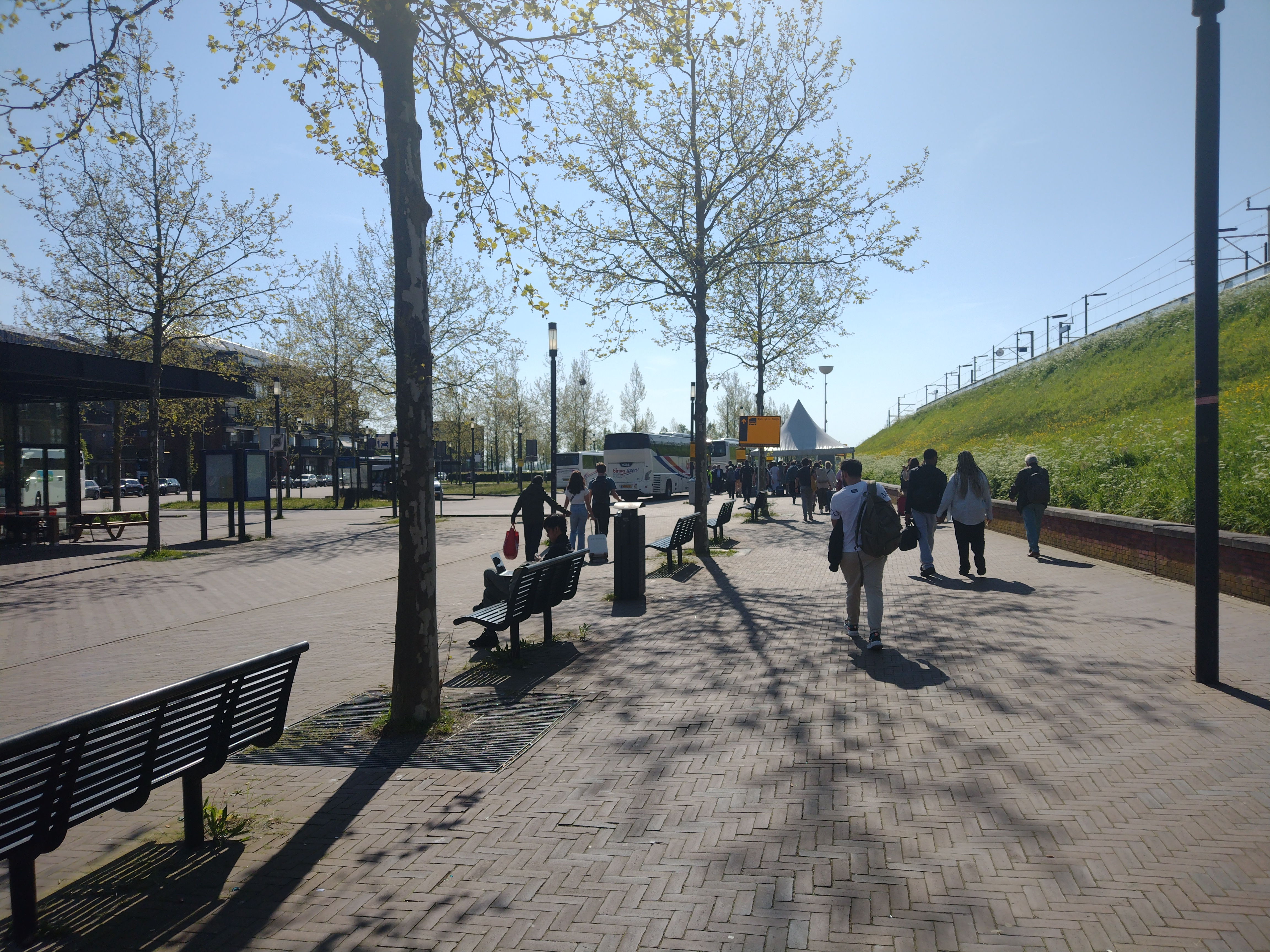
Busvervoer tijdens werkzaamheden

## Ontwikkeling aantal reizigers
Het aantal door NS vervoerde reizigers (per gemiddelde werkdag) ontwikkelde zich sedert 2019 als volgt:
| Jaar | Aantal reizigers |
| ---- | ---------------- |
| 2019 | 1.910            |
| 2020 | 874              |
| 2021 | 1.139            |
| 2022 | 1.230            |
| 2023 | 1.612            |
| 2024 | 1.618            |

0: Lelystad Centrum · 
21: Dronten ·
34: Kampen Zuid · 
50: Zwolle
Almelo · 
-De Riet · 
Borne · 
Daarlerveen · 
Dalfsen · 
Delden · 
Deventer · 
-Colmschate · 
Enschede · 
-De Eschmarke · 
-Kennispark · 
Glanerbrug · 
Goor · 
Gramsbergen · 
Hardenberg · 
Heino · 
Hengelo · 
-Gezondheidspark ·
-Oost · 
Holten · 
Kampen · 
-Zuid ·
Mariënberg · 
Nijverdal · 
Oldenzaal ·
Olst · 
Ommen · 
Raalte ·
Rijssen · 
Steenwijk · 
Vriezenveen · 
Vroomshoop · 
Wierden · 
Wijhe · 
Zwolle · 
-Stadshagen
Stations van de Museum Buurtspoorweg:
Haaksbergen · Zoutindustrie · Boekelo

Voormalige stations: zie de lijst van voormalige spoorwegstations in Overijssel